# Federico Pomba
Federico Matías Pomba (San Francisco, provincia de Córdoba, Argentina, 4 de marzo de 1980) es un exfutbolista argentino. Jugaba de defensor y su último equipo fue Gimnasia y Esgrima de Mendoza.

## Trayectoria
En 2014, fichó por el club mendocino Gimnasia y Esgrima para disputar la segunda parte de la temporada 2013-14 del Argentino B, temporada que terminó ganando al ascender al Torneo Federal A en dicho club. Unos meses después logró una nueva hazaña tras adjudicarse uno de los ascensos de la temporada 2014 del Federal A y llevar al club a la Primera B Nacional.

## Clubes
| Club                    | País      | Año       |
| ----------------------- | --------- | --------- |
| San Nicolás             | Argentina | 2001-2002 |
| Atlético Uruguay        | Argentina | 2002-2004 |
| Atlético Candelaria     | Argentina | 2004-2005 |
| Douglas Haig            | Argentina | 2005-2006 |
| San Martín (M)          | Argentina | 2006      |
| Independiente Rivadavia | Argentina | 2007-2008 |
| Unión (S)               | Argentina | 2008-2009 |
| Gimnasia y Esgrima (J)  | Argentina | 2009-2011 |
| Talleres (C)            | Argentina | 2011-2012 |
| San Martín (T)          | Argentina | 2012-2013 |
| Deportivo Maipú         | Argentina | 2013      |
| Gimnasia y Esgrima (M)  | Argentina | 2014-2015 |

## Palmarés

### Campeonatos nacionales
| Título             | Club                    | País      | Año     |
| ------------------ | ----------------------- | --------- | ------- |
| Torneo Argentino A | Independiente Rivadavia | Argentina | 2006-07 |
| Torneo Argentino B | Gimnasia y Esgrima (M)  | Argentina | 2013-14 |

#### Otros logros
- Ascenso a Primera B Nacional con Gimnasia de Mendoza en el Torneo Federal A 2014.